# Barrage hydroélectrique de Memve'ele
Le barrage hydroélectrique de Memve'ele est une centrale hydroélectrique camerounaise non encore opérationnelle. 

## Description

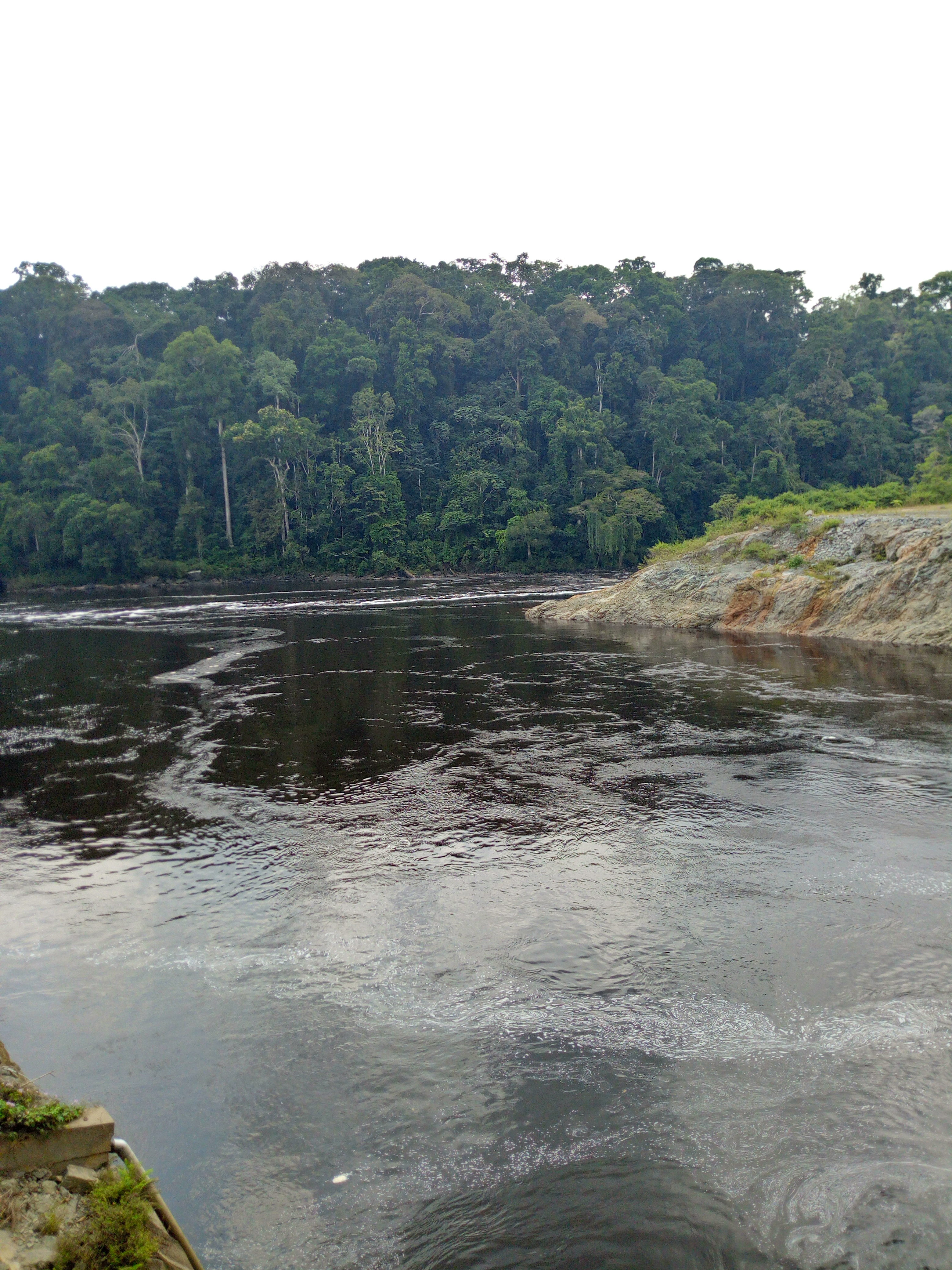
Fleuve Ntem, région du sud Cameroun (forêt tropicale)

### Localisation
La centrale est située à Nyabizan sur le fleuve Ntem, à 300 km de Yaoundé dont il est destiné à assurer l'approvisionnement électrique en remplacement du barrage vieillissant de Songloulou.  

### Capacité
D'une capacité de 211 MW, la finalisation de sa construction par l'entreprise chinoise Sinohydro  et celles des lignes de raccordement devraient permettre à la production électrique d'être effective en 2018,,.
La centrale a été mise en service partiellement en avril 2019, pour une production maximale de 90 MW. La mise en service complète de la centrale est depuis lors retardée par la construction de la ligne de transport de 300 km qui relie le barrage à Yaoundé. En mars 2022, elle est prévue pour la fin mai 2022.
De plus, la puissance effectivement fournie est très inférieure à la puissance nominale de la centrale, du fait des débits insuffisants du Ntem en saison sèche : de 90 MW en janvier et février 2022, elle est tombée en mars à 30 MW en soirée et zéro le reste de la journée. Le ministre de l’Eau et de l’Énergie (Minee) annonce donc un projet de construction d'un barrage réservoir en amont de Memve’ele pour réguler ces débits.

### Transport de l'électricité
La livraison de la ligne de transport d'électricité est prévue pour septembre 2021.
| \| 500 km1:18 610 000 \| Lom-Pangar (30 Mw) Édéa(276,4 Mw) Mekin (15 Mw) Memve'ele (211 Mw) Mokolo (?? Mw) Song Loulou (384 Mw) Mapé (??? Mw) Lagdo (72 Mw) Chollet (600 Mw) |
| 500 km1:18 610 000 |

| 500 km1:18 610 000 |

| Centrales hydroélectriques existantes        |
| Centrales hydroélectriques en projet         |
| (192 Mw) Capacités installées (en Mégawatts) |